# Organizația Europeană pentru Exploatarea Sateliților Meteorologici
EUMETSAT (din engleză,  European Organisation for the Exploitation of Meteorological Satellites , Organizația Europeană pentru Exploatarea Sateliților Meteorologici) este o organizație interguvernamentală creată printr-o conveție internațională din care fac parte 26 state europene: Austria, Belgia, Croația, Republica Cehă, Danemarca, Finlanda, Franța, Germania, Grecia, Ungaria, Irlanda, România, Italia, Letonia, Luxembourg, Țările de Jos, Norvegia, Polonia, Portugalia, Slovacia, Slovenia, Spania, Suedia, Elveția, Turcia și Regatul Unit. De asemena, din organizație fac parte cinci state cooperate: Islanda, Lituania, Bulgaria, Estonia și Serbia. Convenția stabilind EUMETSAT a fost deschisă în 1983 și a organizația a început în forță pe 19 iunie 1986. 
EUMETSAT nu face parte și nu are legătură cu Uniunea Europeană

## Membrii și state cooperante
| Stat                       | Statut      | Anul (semnarea convenției) | Finanțare contribuție | Oraganizație reprezentativă pentru serviciile naționale meteorologice (nume naționale oficiale,linkuri) | Situri oficiale                                                      |
| -------------------------- | ----------- | -------------------------- | --------------------- | --- | -------------------------------------------------------------------- |
| Germania                   | membru      | martie 1986                | 19.20%                | Deutscher Wetterdienst (DWD)                                                                            | www.dwd.de                                                           |
| Regatul Unit               | membru      | mai 1985                   | 15.62%                | Met Office                                                                                              | www.metoffice.gov.uk                                                 |
| Franța                     | membru      | februarie 1985             | 14.70%                | Météo-France                                                                                            | www.meteo.fr                                                         |
| Italia                     | membru      | iunie 1986                 | 12.04%                | Ufficio Generale Spazio Aereo e Meteorologia (USAM) - Reparto Meteorologia                              | www.meteoam.it/                                                      |
| Spania                     | membru      | februarie 1985             | 7.56%                 | Agencia Estatal de Meteorología (AEMET), Ministerio de Medio ambiente                                   | www.inm.es                                                           |
| Țările de Jos              | membru      | martie 1984                | 4.38%                 | Koninklijk Nederlands Meteorologisch Instituut (KNMI)                                                   | www.knmi.nl                                                          |
| Elveția                    | membru      | iulie 1985                 | 2.75%                 | MeteoSchweiz / MétéoSuisse / MeteoSvizzera                                                              | www.meteoschweiz.ch                                                  |
| Belgia                     | membru      | octombrie 1985             | 2.57%                 | Institut Royal Météorologique de Belgique (IRM) / Koninklijk Meteorologisch Instituut van België (KMI)  | www.kmi.be                                                           |
| Suedia                     | membru      | ianuarie 1984              | 2.53%                 | Sveriges meteorologiska och hydrologiska institut (SMHI)                                                | www.smhi.se                                                          |
| Turcia                     | membru      | August 1984                | 2.27%                 | Remote Sensing Division, Devlet Meteoroloji İșleri Genel Müdürlüğü (DMİGM)                              | www.meteor.gov.tr Arhivat în 5 iunie 2007, la Wayback Machine.       |
| Austria                    | membru      | decembrie 1993             | 2.05%                 | Zentralanstalt für Meteorologie und Geodynamik (ZAMG)                                                   | www.zamg.ac.at                                                       |
| Norvegia                   | membru      | aprilie 1985               | 2.03%                 | Meteorologisk institutt (met.no)                                                                        | www.met.no                                                           |
| Polonia                    | membru      | iunie 2009                 | 1.95%                 | Instytut Meteorologii i Gospodarki Wodnej (IMGW)                                                        | www.imgw.pl                                                          |
| Danemarca                  | membru      | ianuarie 1984              | 1.78%                 | Danmarks Meteorologiske Institut (DMI)                                                                  | www.dmi.dk                                                           |
| Grecia                     | membru      | iunie 1988                 | 1.65%                 | Εθνική Μετεωρολογική Υπηρεσία (HNMS)                                                                    | www.hnms.gr                                                          |
| Finlanda                   | membru      | decembrie 1984             | 1.35%                 | Ilmatieteen laitos / Meteorologiska institutet (FMI)                                                    | www.fmi.fi                                                           |
| Portugalia                 | membru      | mai 1989                   | 1.23%                 | Instituto de Meteorologia (IM)                                                                          | www.meteo.pt Arhivat în 18 ianuarie 2013, la Wayback Machine.        |
| Irlanda                    | membru      | iunie 1985                 | 1.17%                 | Met Éireann                                                                                             | www.met.ie                                                           |
| Cehia                      | membru      | 12 mai 2010                | 0.80%                 | Český hydrometeorologický ústav (CHMI), Družicové Oddělení                                              | www.chmi.cz Arhivat în 31 mai 2007, la Wayback Machine.              |
| Ungaria                    | membru      | octombrie 2008             | 0.69%                 | Országos Meteorológiai Szolgálat (OMSZ)                                                                 | www.met.hu                                                           |
| România                    | membru      | noiembrie 2010             | 0.57%                 | Administrația Națională de Meteorologie (ANM)                                                           | meteoromania.ro                                                      |
| Slovacia                   | membru      | ianuarie 2006              | 0.32%                 | Slovenský hydrometeorologický ústav (SHMU)                                                              | www.shmu.sk                                                          |
| Croația                    | membru      | decembrie 2006             | 0.25%                 | Državni hidrometeorološki zavod (DHMZ)                                                                  | www.meteo.hr                                                         |
| Slovenia                   | membru      | februarie 2008             | 0.23%                 | Agencija Republike Slovenije za Okolje (ARSO)                                                           | www.arso.gov.si                                                      |
| Luxemburg                  | membru      | iulie 2002                 | 0.21%                 | Administration de la navigation aérienne                                                                | www.aeroport.public.lu Arhivat în 10 iulie 2010, la Wayback Machine. |
| Letonia                    | membru      | mai 2009                   | 0.10%                 | Latvijas Vides, ģeoloģijas un meteoroloģijas aģentūra (LVGMA)                                           | www.meteo.lv                                                         |
| Bulgaria                   | Cooperating | octombrie 2005             | 0.18%                 | Национален институт по метеорология и хидрология (INMH)                                                 | www.meteo.bg                                                         |
| Lituania                   | Cooperating | noiembrie 2005             | 0.16%                 | Lietuvos hidrometeorologijos tarnyba (LHS), prie Aplinkos ministerijos                                  | www.meteo.lt                                                         |
| Islanda                    | Cooperating | aprilie 2006               | 0.10%                 | Veðurstofa Íslands                                                                                      | www.vedur.is                                                         |
| Estonia                    | Cooperating | decembrie 2006             | 0.09%                 | Eesti Meteoroloogia ja Hüdroloogia Instituut (EMHI)                                                     | www.emhi.ee                                                          |
| Serbia                     | Cooperating | noiembrie 2009             | 0.18%                 | Republic Hydrometeorological Service of Serbia                                                          | www.hidmet.gov.rs                                                    |
| Last update published 2010 |             |                            |                       | |                                                                      |

## Sateliți

### Sateliți de gestionare
Informații suplimentare: Meteosat